# Дзюдо на літніх Олімпійських іграх 1992
Змагання з дзюдо на літніх Олімпійських іграх 1992 у Барселоні пройшли з 27 липня по 2 серпня.

## Медальний залік
| Місце  | Країна                  | Золото | Срібло | Бронза | Загалом |
| ------ | ----------------------- | ------ | ------ | ------ | ------- |
| 1      | Японія (JPN)            | 2      | 4      | 4      | 10      |
| 2      | Франція (FRA)           | 2      | 1      | 4      | 7       |
| 3      | Об'єднана команда (EUN) | 2      | 0      | 2      | 4       |
| 4      | Іспанія (ESP)           | 2      | 0      | 0      | 2       |
| 5      | Угорщина (HUN)          | 1      | 2      | 1      | 4       |
| 6      | Куба (CUB)              | 1      | 1      | 3      | 5       |
| 7      | Південна Корея (KOR)    | 1      | 1      | 2      | 4       |
| 8      | Китай (CHN)             | 1      | 0      | 2      | 3       |
| 9      | Бразилія (BRA)          | 1      | 0      | 0      | 1       |
| 9      | Польща (POL)            | 1      | 0      | 0      | 1       |
| 11     | Велика Британія (GBR)   | 0      | 2      | 2      | 4       |
| 12     | Ізраїль (ISR)           | 0      | 1      | 1      | 2       |
| 13     | Італія (ITA)            | 0      | 1      | 0      | 1       |
| 13     | США (USA)               | 0      | 1      | 0      | 1       |
| 15     | Німеччина (GER)         | 0      | 0      | 2      | 2       |
| 15     | Нідерланди (NED)        | 0      | 0      | 2      | 2       |
| 17     | Бельгія (BEL)           | 0      | 0      | 1      | 1       |
| 17     | Канада (CAN)            | 0      | 0      | 1      | 1       |
| 17     | Туреччина (TUR)         | 0      | 0      | 1      | 1       |
| Всього | Всього                  | 14     | 14     | 28     | 56      |

## Медалісти

### Чоловіки
| Дисципліна  | Золото                                    | Срібло                            | Бронза                                |
| ----------- | ----------------------------------------- | --------------------------------- | ------------------------------------- |
| До 60 кг    | Назім Гусейнов · Об'єднана команда ()     | Юн Хйон · Південна Корея          | Таданорі Кошіно · Японія              |
| До 60 кг    | Назім Гусейнов · Об'єднана команда ()     | Юн Хйон · Південна Корея          | Ріхард Траутманн · Німеччина          |
| До 65 кг    | Рожеріо Сампайо · Бразилія                | Йожеф ЧакJ · Угорщина             | Ісраель Ернандес · Куба               |
| До 65 кг    | Рожеріо Сампайо · Бразилія                | Йожеф ЧакJ · Угорщина             | Удо Квелльмальц · Німеччина           |
| До 71 кг    | Тосіхіко Кога · Японія                    | Берталан Хайтош · Угорщина        | Чон Хун · Південна Корея              |
| До 71 кг    | Тосіхіко Кога · Японія                    | Берталан Хайтош · Угорщина        | Орен Самаджа · Ізраїль                |
| До 78 кг    | Хідехіко Йоcіда · Японія                  | Джейсон Морріс · США              | Бертран Демесен · Франція             |
| До 78 кг    | Хідехіко Йоcіда · Японія                  | Джейсон Морріс · США              | Кім Бу Джо · Південна Корея           |
| До 86 кг    | Вальдемар Легень · Польща                 | Паскаль Тайо · Франція            | Ніколя Жіль · Канада                  |
| До 86 кг    | Вальдемар Легень · Польща                 | Паскаль Тайо · Франція            | Хіротака Окада · Японія               |
| До 95 кг    | Анталь Ковач · Угорщина                   | Реймонд Стівенс · Велика Британія | Тео Майєр · Нідерланди                |
| До 95 кг    | Анталь Ковач · Угорщина                   | Реймонд Стівенс · Велика Британія | Дмитро Сергєєв · Об'єднана команда () |
| Понад 95 кг | Давид Хахалейшвілі · Об'єднана команда () | Наоя Огава · Японія               | Імре Чос · Угорщина                   |
| Понад 95 кг | Давид Хахалейшвілі · Об'єднана команда () | Наоя Огава · Японія               | Давид Дує · Франція                   |

### Жінки
| Event       | Золото                        | Срібло                             | Бронза                               |
| ----------- | ----------------------------- | ---------------------------------- | ------------------------------------ |
| До 48 кг    | Сесіль Новак · Франція        | Рьоко Тані · Японія                | Амаріліс Савон · Куба                |
| До 48 кг    | Сесіль Новак · Франція        | Рьоко Тані · Японія                | Хюлья Шеньюрт · Туреччина            |
| До 52 кг    | Альмудена Муньйос · Іспанія   | Норіко Мізогучі · Японія           | Ли Чжуньюнь · Китай                  |
| До 52 кг    | Альмудена Муньйос · Іспанія   | Норіко Мізогучі · Японія           | Шерон Рендл · Велика Британія        |
| До 56 кг    | Міріам Бласко · Іспанія       | Нікола Фербратер · Велика Британія | Дріуліс Гонсалес · Куба              |
| До 56 кг    | Міріам Бласко · Іспанія       | Нікола Фербратер · Велика Британія | Чійорі Татено · Японія               |
| До 61 кг    | Катрін Фльорі-Вашон · Франція | Яель Арад · Ізраїль                | Олена Петрова · Об'єднана команда () |
| До 61 кг    | Катрін Фльорі-Вашон · Франція | Яель Арад · Ізраїль                | Чжан Ді · Китай                      |
| До 66 кг    | Одаліс Реве · Куба            | Емануела П'ярантоцці · Італія      | Кейт Гаві · Велика Британія          |
| До 66 кг    | Одаліс Реве · Куба            | Емануела П'ярантоцці · Італія      | Хейді Ракелс · Бельгія               |
| До 72 кг    | Кім Мі Джун · Південна Корея  | Йоко Танаббе · Японія              | Ірен де Кок · Нідерланди             |
| До 72 кг    | Кім Мі Джун · Південна Корея  | Йоко Танаббе · Японія              | Летіція Маньян · Франція             |
| Понад 72 кг | Чжуан Сяоянь · Китай          | Естела Родрігес · Куба             | Наталія Лупіно · Франція             |
| Понад 72 кг | Чжуан Сяоянь · Китай          | Естела Родрігес · Куба             | Йоко Сакаує · Японія                 |